# 리나 메디나

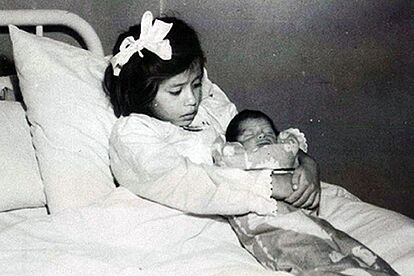
리나 메디나 (1939년)

리나 마르셀라 메디나 드 호라도(스페인어: Lina Marcela Medina de Jurado, 1933년 9월 27일~ )는 의학 역사상 최연소에 아이를 출산한 여성으로, 만 5살 7개월 21일의 나이에 아이를 출산했다.

## 생애
리나 메디나는 페루 파우랑게(Paurange)에서 태어났다. 5살의 나이에 배가 불룩해져서 부모는 큰 종양이 생긴 줄 알고 병원에 데려갔는데 아이를 임신한 것으로 밝혀져 한 달 뒤인 1939년 5월 14일에 제왕절개로 사내아이를 분만했다. 당시 수술은 헤라르도 로사다(Gerardo Lozada), 알레한드로 부사예우(Alejandro Busalleu), 로날두 콜레타(Rolando Colareta) 등 세 명이 집도했다. 수술을 하기 전, 로사다 박사는 리나를 페루의 수도 리마로 데려가서 다른 전문가들에게 리나를 진찰하게 했고, 이들은 리나가 실제로 임신 중이라는 사실을 확인했다. 이것은 에드문도 에스코멜(Edmundo Escomel)이 《La Presse Medicale》에 상세히 기록으로 남겼다.
수술했던 의사의 이름을 따서 아들의 이름은 헤라르도(Gerardo)라고 지었다. 출생당시 몸무게는 5.9파운드(2.7 kg)였다. 태아는 건강한 상태였으며 산모와 아기는 며칠 후 퇴원했다고 한다. 당시 이 사실은 전국적인 관심을 끌었기 때문에 로사다 박사는 이후에도 리나를 정밀 진단했다. 리나는 8개월 때 첫 월경을 했으며 4세때 이미 유방과 음모가 발달했다고 한다. 출산후에는 다른 산모들처럼 뼈가 단단해지는 현상도 관찰되었다고 한다. 아이의 아버지는 누구인지 밝혀지지 않았으며, 리나가 어떻게 아이를 임신하게 되었는지도 알려지지 않았다.
헤라르도는 10살이 될 때까지 리나가 누나인 줄 알고 있었으나, 자신을 놀리는 학교 친구에 의해 리나가 사실은 자신의 어머니라는 사실을 알게 되었다고 한다. 헤라르도는 40세였던 1979년 골수에 병이 생겨 사망했다. 헤라르도가 병에 걸린 것이 산모의 나이가 매우 어렸다는 것과 어떤 연관이 있었는지는 명확하지 않다.
리나는 1972년에 라울 후라도(Raúl Jurado)와 결혼하여 헤라르도를 낳은 지 33년 만에 둘째 아이를 낳았다. 둘째 아이는 멕시코에 살고 있다고 한다. 메디나의 남편은 현재 리마의 치카고 치코(Chicago Chico, ‘작은 시카고’)에 살고 있으며, 2002년 로이터 통신의 인터뷰 요청을 거절했다.

## 같이 보기
- 아이샤
- 조혼